# Anolis quercorum
Espèce
Synonymes
- Norops quercorum (Fitch, 1978)

Statut de conservation UICN

 LC  : Préoccupation mineure
Anolis quercorum est une espèce de sauriens de la famille des Dactyloidae. 

## Répartition
Cette espèce est endémique d'Oaxaca au Mexique. 

## Publication originale
- Fitch, 1978 : Two new anoles (Reptilia: Iguanidae) from Oaxaca with comments on other Mexican species. Contributions in Biology and Geology Milwaukee Public Museum, no 20, p. 1-15.